# 干酪杆菌属
干酪杆菌属，也有称乳酪杆菌属的，為放线菌目棒狀桿菌科的一属革兰氏阳性菌。在奶酪皮上出现。此属的模式种且为惟一种为多形乳酪杆菌(Caseobacter polymorphus)。

## 下属物种
本属包括以下物种：
- 多形干酪杆菌 Caseobacter polymorphus Crombach 1978